# Olivier de Gand
Olivier de Gand foi um escultor flamengo (Gand (?), século XV — Portugal, 1512), ativo em Portugal entre o final do século XV e o início do séc. XVI.

## Obra
Antes de se fixar em Portugal terá trabalhado em Toledo. Executou inúmeros trabalhos em madeira esculpida em Portugal, destacando-se os seguintes: retábulo do altar-mor da Sé Velha de Coimbra (com o pintor Jean d'Ypres); Calvário (Museu Nacional de Machado de Castro); S. Jerónimo e S. Gregório Papa (MNMC); diversos trabalhos para a Igreja do Convento de S. Francisco, Évora (deste trabalho quase nada subsiste); cadeiral (destruído durante as invasões francesas) e esculturas para a charola do Convento de Cristo, Tomar (obras realizadas em parceria com Fernão Muñoz e terminadas depois da morte de Olivier de Gand); também têm sido aproximados ao escultor flamengo o cadeiral e o retábulo da capela-mor da Sé do Funchal (provavelmente executados por Machim ou por Fernão Muñoz depois da morte de Olivier de Gand).

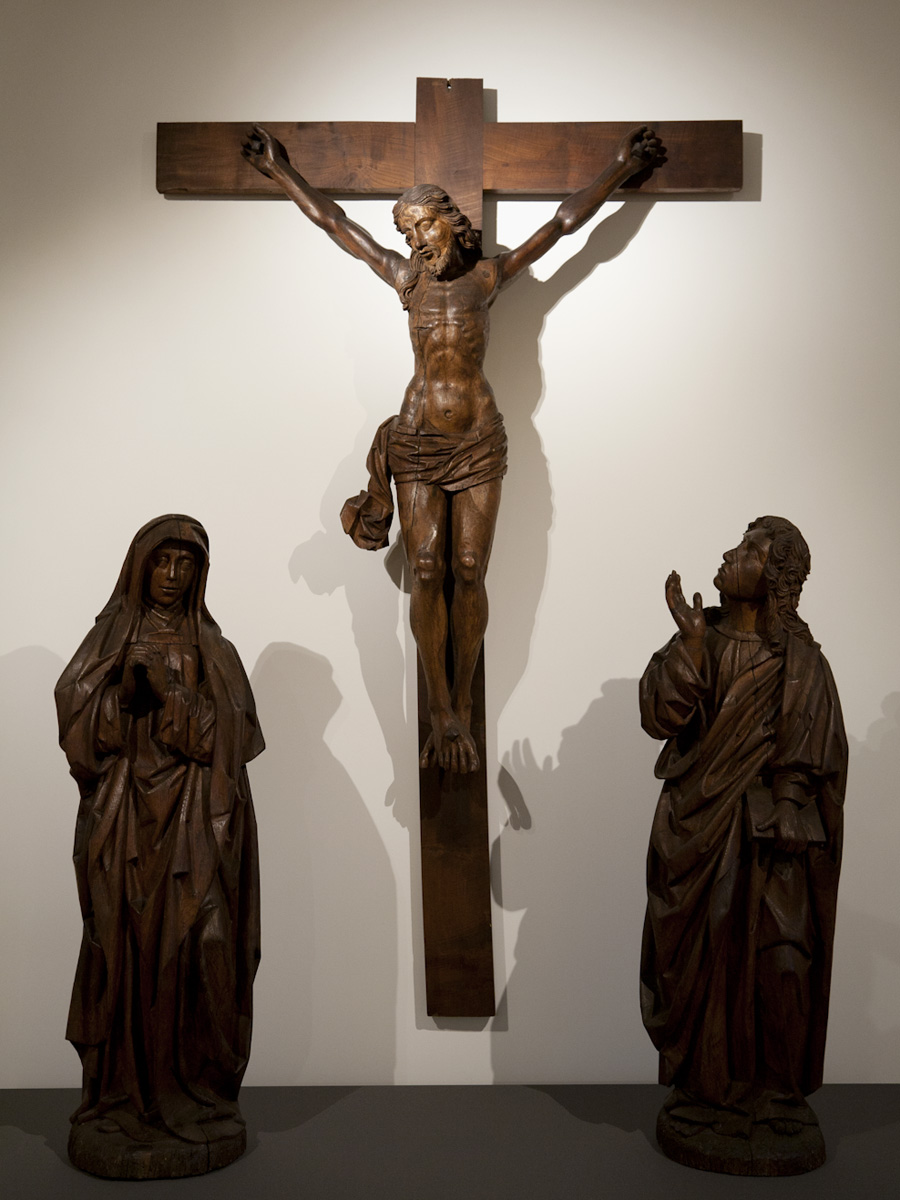
Calvário, séc. XVI, madeira, 215 x 135 cm, MNMC, Coimbra
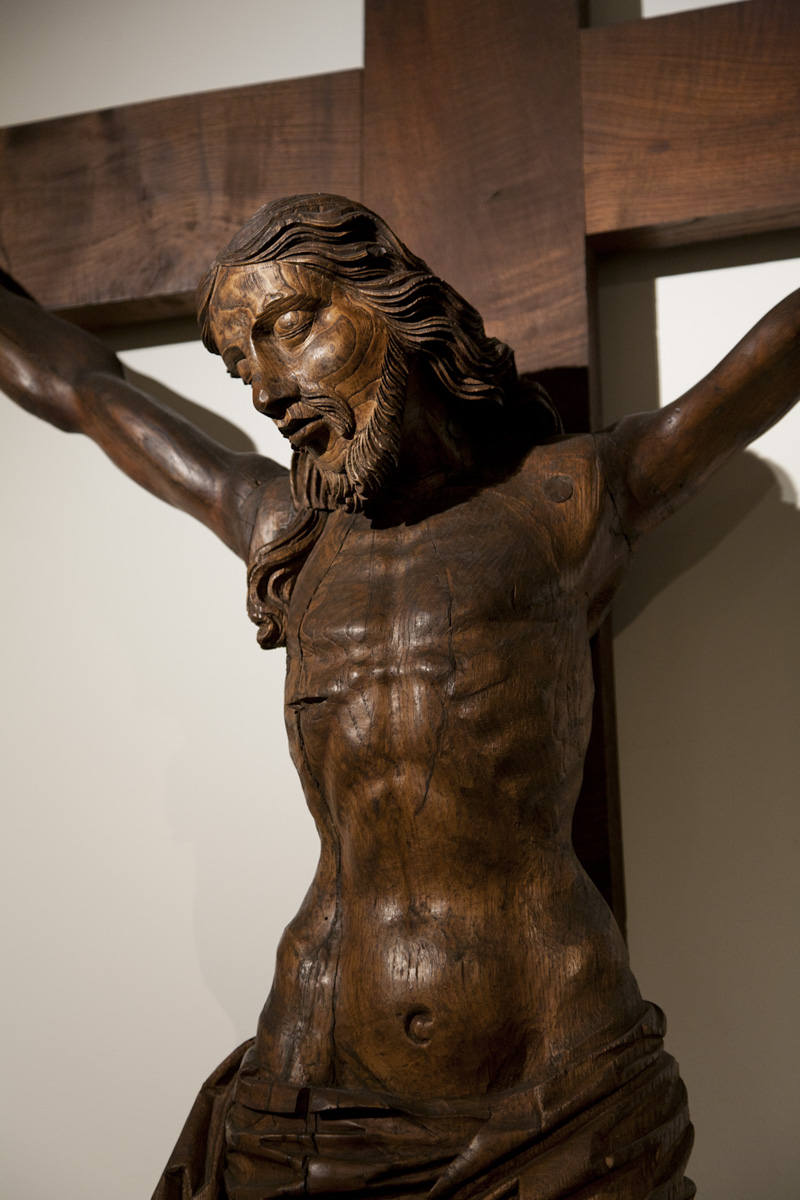
Calvário, MNMC (pormenor)
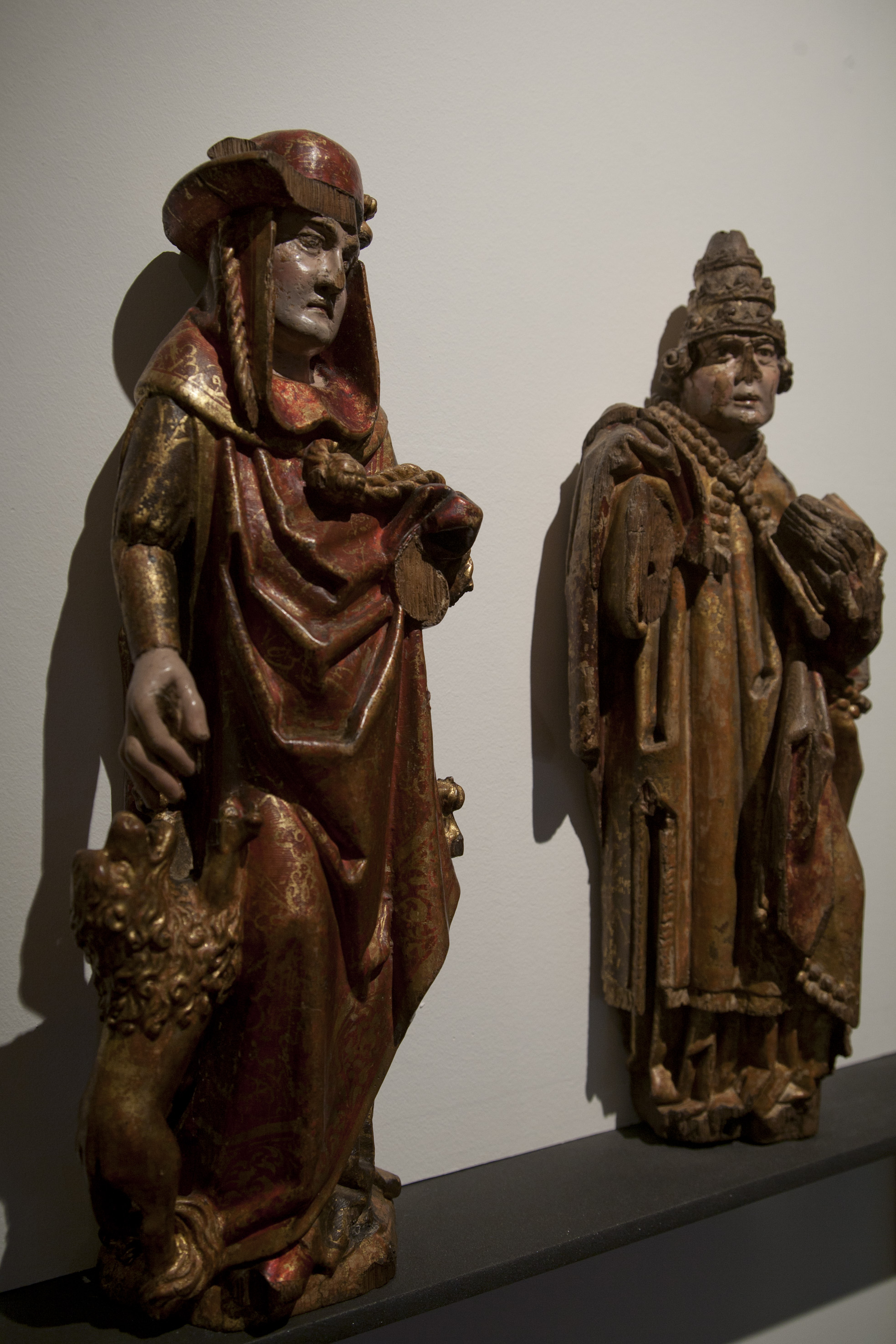
S. Jerónimo e S. Gregório Papa, séc. XVI, Museu Nacional de Machado de Castro, Coimbra
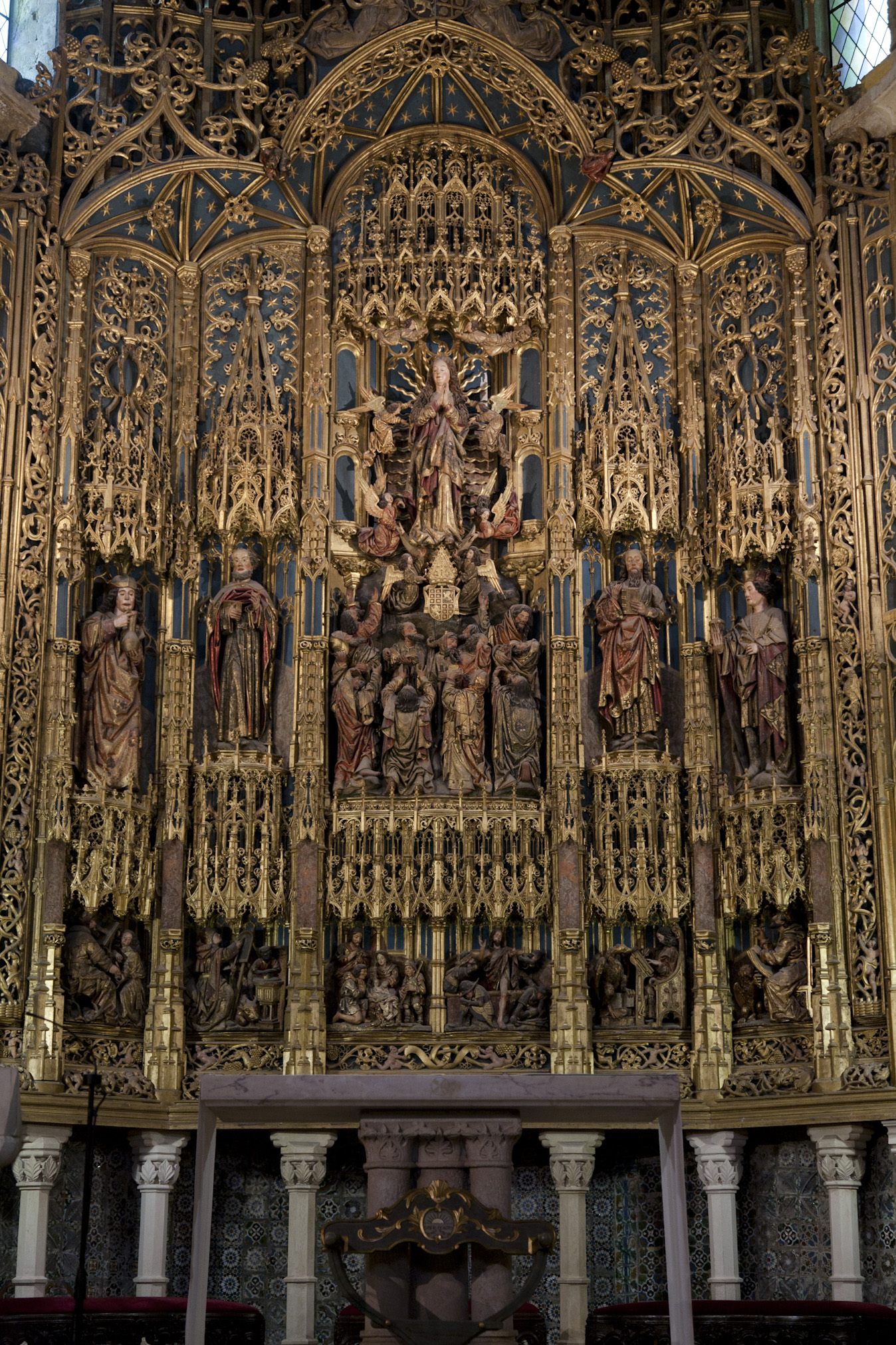
Altar-mor, 1499-1501, Sé Velha de Coimbra
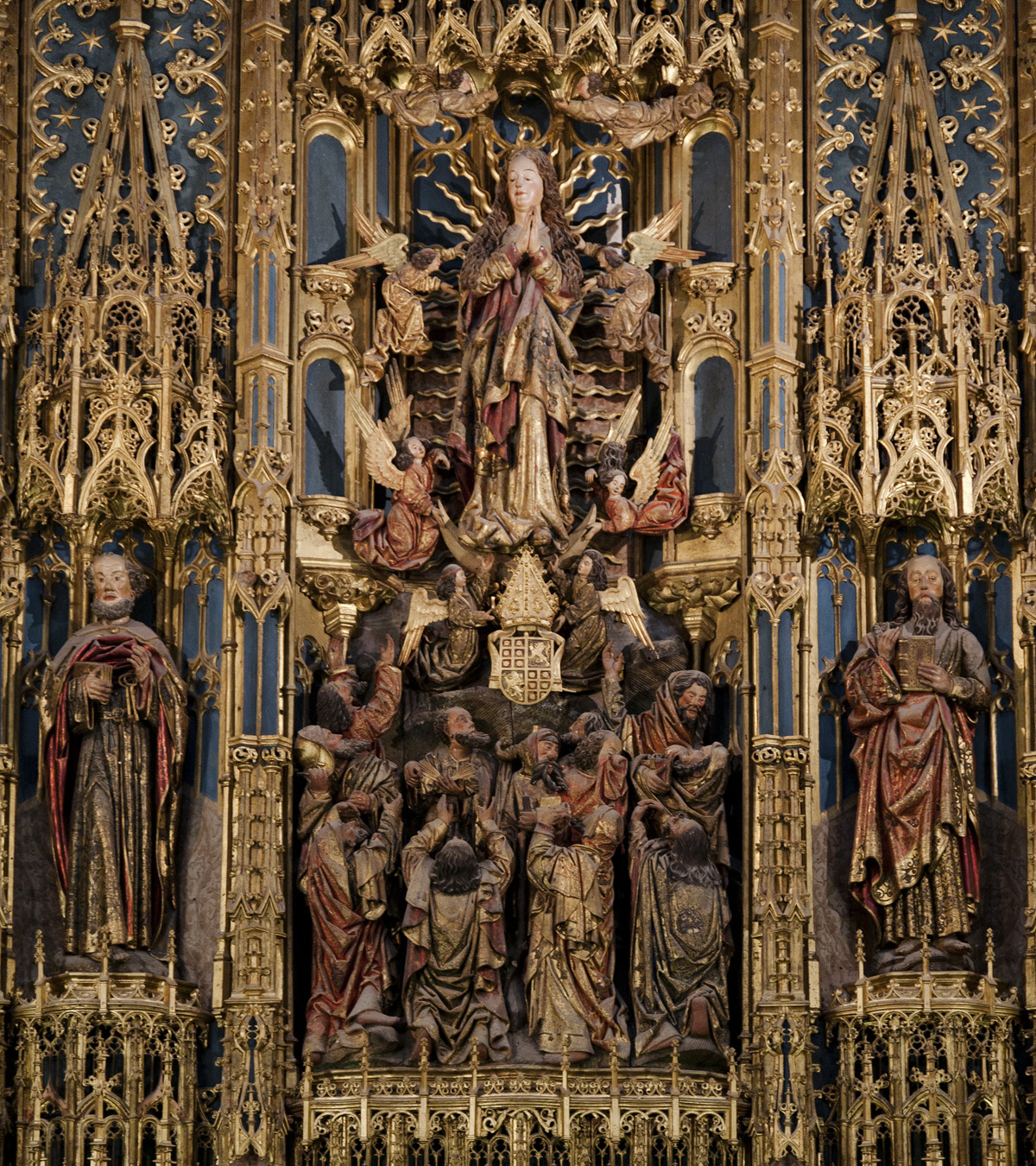
Altar-mor (pormenor), 1499-1501, Sé Velha de Coimbra